# Firebeatz
Firebeatz es un dúo neerlandés de música electrónica formado en 2008 por los integrantes Tim Benjamin Smulders (n. 14 de agosto de 1985) y Jurre van Doeselaar (n. 7 de julio de 1987). Han ganado cierto reconocimiento en la escena musical del EDM con títulos tales como «Dear New York», «Here We F*cking Go» y «Helicopter» y trabajaron con artistas del género como Calvin Harris, Sander Van Doorn, Julian Jordan, DubVision, Tiësto, Martin Garrix y KSHMR.
En 2016 fue su última aparición en el Top 100 DJs de la revista DJmag en el puesto #77, siendo su mejor desempeño en su debut en la lista ubicándose en el número 56 en el año 2014.

## Biografía
La coproducción junto a Chocolate Puma titulada «Just One More Time Baby», fue presentado por Pete Tong en la BBC Radio 1 recibiendo críticas positivas. «Dear New York», uno de sus más grandes éxitos, fue una colaboración con Schella, llegando al top 3 de los más vendidos en Beatport.
En 2013, lanzaron «Gangster» que alcanzó el Top 20 de Beatport y su colaboración con Bobby Burns titulada «Ding Dong», se lanzó por el sello discográfico de Tiësto, Musical Freedom. Su pista «Yeahhhh» se editó por el sello Fly Eye Records, propiedad de Calvin Harris quién también encomendó al dúo la realización de una versión remezclada de su sencillo «Thinking About You».
«Max Ammo», se lanzó en diciembre de 2013 por el sello Doorn Records del mismo Sander van Doorn con quienes trabajaron en la coproducción llamada «Guitar Track» lanzada en marzo de 2014. En febrero del mismo año trabajaron con Martin Garrix en el sencillo «Helicopter», el cual logró ingresar en las listas de Francia, Bélgica y los Países Bajos. También contribuyeron en la producción del álbum de Tiësto, A Town Called Paradise precisamente en la pista «Last Train» que incluye las voces de la neozelandesa Ladyhawke.

## Discografía

### Sencillos
- 2008: Firebeatz - "Speak Up" (Radio Edit) [ Big & Dirty (Be Yourself Music) ]
- 2009: Firebeatz - "Funked" (Funked EP) [ Masal (Azúcar) ]
- 2009: Firebeatz - "So Vain" (Funked EP) [ Masal (Azúcar) ]
- 2009: Firebeatz & Mell Tierra - "Ready To Go" (Ready To Go EP) [ Masal (Azúcar) ]
- 2009: Firebeatz & Mell Tierra - "See You Bounce" (Ready To Go EP) [ Masal (Azúcar) ]
- 2009: Firebeatz & JoeySuki - "Echobird" (Electric Zoo EP) [ Audiodamage Records ]
- 2009: Firebeatz & JoeySuki - "Filterfish" (Electric Zoo EP) [ Audiodamage Records ]
- 2009: Firebeatz & Apster - "Flamboyant / Swaziland" [ Made In NL (Spinnin') ]
- 2009: Firebeatz & Mell Tierra feat. Stanford - "Hit The Dust" [ Made In NL (Spinnin') ]
- 2009: Firebeatz & Apster - "Skandelous" [ Made In NL (Spinnin') ]
- 2010: Firebeatz - "2 Time's The Charm / Magic People "[ Blackbird Records ]
- 2010: Firebeatz - "Beatboxa / "Look Behind The Obvious" [ Big & Dirty (Be Yourself Music) ]
- 2010: Apster & Firebeatz - "Cencerro" [ Samsobeats Records ]
- 2010: JoeySuki & Firebeatz - "Hidden Sound" [ Radikal Rhythm Records ]
- 2010: Firebeatz - "Punk!" [ Blackbird Records ]
- 2010: Firebeatz feat. Greg Van Bueren - "Zunga Zunga" [ Hardsoul Pressings ]
- 2010: Nicky Romero & Firebeatz - "Seventy Two / Ambifi" [ Spinnin' Deep (Spinnin') ]
- 2010: Firebeatz & JoeySuki feat. Max C - "Hidden Sound (This Beat Is Got Me)" [ Radikal Rhythm Records ]
- 2010: Firebeatz - "Love Is What We Need" [ Dirty Dutch Music ]
- 2011: Firebeatz - "It's Like That 2011" [ Sneakerz MUZIK / Tiger Records ]
- 2011: Firebeatz & JoeySuki - "Tell Me" [ Radikal Rhythm Records ]
- 2011: Firebeatz - "4 Real Life" (4 Real Life EP) [ Nervous Records ]
- 2011: Firebeatz - "Savier" (4 Real Life EP) [ Nervous Records ]
- 2011: Firebeatz - "Had It" [ Dirty Dutch Music ]
- 2011: Stuart vs. Firebeatz - "Free, Let It Be" [ Cloud 9 Dance ]
- 2011: Firebeatz - "Where Brooklyn At / Wise Up" [ Size Records ]
- 2011: Firebeatz - "Knock Out" [ Sneakerz MUZIK ]
- 2011: Chocolate Puma & Firebeatz - "Go Bang!" [ Pssst Music ]
- 2011: Firebeatz - "Funky Shit" [ Spinnin' Records ]
- 2012: Firebeatz - "Where's Your Head At" [ Spinnin' Records ]
- 2012: Firebeatz - "Miniman" [ Spinnin' Records ]
- 2012: Firebeatz & JoeySuki - "Reckless" [ Spinnin' Records ]
- 2012: Chocolate Puma & Firebeatz - "Just One More Time Baby" [ Spinnin' Records ]
- 2012: Firebeatz & Schella - "Dear New York" [ Spinnin' Records ]
- 2012: Firebeatz - "Here We F_cking Go" [ Revealed Recordings ]
- 2012: Firebeatz - "Disque" [ Spinnin' Records ]
- 2013: Firebeatz - "Gangster" [ Spinnin' Records ]
- 2013: Firebeatz - "YEAHHHH" [ Fly Eye Records ]
- 2013: Firebeatz & Bobby Burns - "Ding Dong" [ Musical Freedom ]
- 2013: Firebeatz - "Wonderful" [ Spinnin' Records ]
- 2013: Chocolate Puma & Firebeatz - "Sausage Fest" [ Spinnin' Records ]
- 2013: Firebeatz & Schella - "Wicked" [ Spinnin' Records ]
- 2013: Firebeatz - "Max Ammo" [ DOORN Records ]
- 2014: DubVision & Firebeatz - "Rockin" [ Spinnin' Records ]
- 2014: Martin Garrix & Firebeatz - "Helicopter" [ Spinnin' Records ]
- 2014: Sander van Doorn & Firebeatz - "Guitar Track" [ DOORN Records ]
- 2014: Firebeatz - "Bazooka" [ Spinnin' Records ]
- 2014: Tiësto & Firebeatz feat. Ladyhawke - "Last Train" [ PM:AM / Universal Music / Musical Freedom ]
- 2014: Firebeatz - "Bombaclat" [ Spinnin' Records ][8]
- 2014: Firebeatz & KSHMR feat. Luciana - "No Heroes" [ Spinnin' Records ]
- 2014: Firebeatz & Schella - "Switch" [ Spinnin' Records ]
- 2014: Calvin Harris & Firebeatz - "It Was You" [ Sony Music / Columbia ]
- 2014: Chocolate Puma & Firebeatz - "I Can't Understand" [ Spinnin' Records ]
- 2014: Firebeatz - "Arsonist" [ Spinnin' Records ]
- 2015: Sander van Doorn, Firebeatz & Julian Jordan - "Rage" [ DOORN Records ]
- 2015: Firebeatz - "Darkside" [ Spinnin' Records ]
- 2015: Firebeatz & DubVision feat. Ruby Prophet - "Invincible" [ Spinnin' Records ]
- 2015: Firebeatz - "Samir's Theme" [ Spinnin' Records ]
- 2015: Firebeatz - "Sky High" (Tiësto Edit) [ Musical Freedom ]
- 2015: Firebeatz - "Unlocked" [ Spinnin' Records ] [FREE DOWNLOAD]
- 2015: Firebeatz - "Go" [ Spinnin' Records ]
- 2015: Firebeazt & Apster feat. Spree Wilson - "Ghostchild" [ Spinnin' Records ] [FREE DOWNLOAD]
- 2015: Firebeatz - "Tornado" [ Musical Freedom ]
- 2015: Firebeatz & Jay Hardway - "Home" [ Spinnin' Records ]
- 2016: Firebeatz & Schella - "Dat Disco Swindle" [ Spinnin' Records ]
- 2016: Firebeatz - "Trigga Finga" [FREE DOWNLOAD]
- 2016: Firebeatz & Chocolate Puma feat. BISHØP - "Lullaby" [ Spinnin' Records ]
- 2016: Firebeatz & Fafaq - "Sir Duke" [ Spinnin' Records ]
- 2016: Firebeatz & Fafaq - "Sir Duke" (Festival Mix) [ Spinnin' Records ]
- 2017: Firebeatz - "Ignite" [ Ignite Recordings ] [FREE DOWNLOAD]
- 2017: Firebeatz x Lucas & Steve - "Show Me Your Love" [ Spinnin' Records ] [FREE DOWNLOAD]
- 2017: Firebeatz feat. Vertel - "Till The Sun Comes Up" [ Ignite Recordings ]
- 2017: Firebeatz x Apster feat. Ambush - "Let's Get Wild" [ Ignite Recordings ]
- 2017: Lucas & Steve x Firebeatz feat. Little Giants - "Keep Your Head Up" [ Spinnin' Records ]
- 2017: Firebeatz - "Burn It Down" [ Ignite Recordings ]
- 2018: Firebeatz x Peppermint feat. Andan O Brien - "Everything" [ Ignite Recordings ]
- 2018: Firebeatz & Madison Mars - "Rock Right Now" [ Ignite Recordings ]
- 2018: Firebeatz & Schella - "To Be Continued" (Club Weapons Vol. 1)  [ Ignite Recordings ]
- 2018: Firebeatz - "Someone" (Club Weapons Vol. 1)  [ Ignite Recordings ]
- 2018: Firebeatz - "Sound Of The Bass" (Club Weapons Vol. 1)  [ Ignite Recordings ]
- 2018: Firebeatz - "Remember Who You Are" [ Ignite Recordings ]
- 2018: Chocolate Puma & Firebeatz - "Blackout" [ Musical Freedom ]
- 2018: Firebeatz & Yozo - "Rock To The Rhythm" [ Armada Music ]
- 2019: Firebeatz vs. Schella - "Through My Mind"  [ Ignite Recordings ]
- 2019: Firebeatz - "Amsterdam" (Club Weapons Vol. 2)  [ Ignite Recordings ]
- 2019: Firebeatz - "Sparks" (Club Weapons Vol. 2)  [ Ignite Recordings ]
- 2019: Firebeatz x Schella & Pexem - "Bounce" [ Heldeep Records ]
- 2019: Sander van Doorn x Firebeatz - "Blowback" [ DOORN Records ]
- 2019: NERVO x Firebeatz feat. KARRA - "Illusion" [ Spinnin' Records ]
- 2019: Oliver Heldens x Firebeatz & Schella feat. Carla Monroe - "Lift Me Up" [ Heldeep Records ]
- 2019: DubVision & Firebeatz - "Lambo" [ STMPD RCRDS ]
- 2020: Chocolate Puma & Firebeatz - "Soul Fifty" [ Spinnin' Records ]
- 2020: Firebeatz - "Bad Habit" [ Spinnin' Records ]
- 2020: Firebeatz - "Bad Habit" (Club Mix) [ Spinnin' Records ]
- 2020: Firebeatz & Plastik Funk - "High Enough" [ Spinnin' Records ]
- 2020: Firebeatz - "Sinfonia Della Notte" [ Heldeep Records ]
- 2020: Firebeatz feat. Brooke Tomlinson - "Never Enough" [ Spinnin' Records ]
- 2020: Firebeatz - "Instant Moments" [ Spinnin' Records ]
- 2020: Firebeatz - "Let's Get Down" [ Spinnin' Records ]
- 2021: Firebeatz feat. Kelli-Leigh - "On Top Of Mine" [ Spinnin' Records ]
- 2021: Firebeatz - "Show The Way" [ Heldeep Records ]
- 2021: Firebeatz feat. Ally Ahern - "I Wanna (Na, na, na)" [ Spinnin' Records ]
- 2021: Firebeatz & ASTER - "Move On" [ Young Gunz ]
- 2021: Firebeatz & Arengers feat. S.E.N. - "Way Down" [ Spinnin' Records ]
- 2021: Firebeatz & Arengers feat. S.E.N. - "Way Down" (Bonus Mix) [ Spinnin' Records ]
- 2021: Firebeatz - "Resurrect" [ Ignite Recordings ]
- 2021: Firebeatz - "Everybody Down" [ Ignite Recordings ]
- 2021: Plastik Funk & Firebeatz feat. Nazzereene - "Don't Call Me Baby" [ Smash The House ]
- 2021: Firebeatz & Dubdogz - "Give It Up" [ Spinnin' Records ]
- 2022: Plastik Funk & Firebeatz feat. Nazzereene - "Don't Call Me Baby" (Festival & Club Mix) [ Smash The House ]
- 2022: Firebeatz & Stefy De Cicco feat. Sushy - "Everybody's Got To Learn Sometime" [ Spinnin' Records ]
- 2022: Firebeatz - "Don't Stop Moving" [ Spinnin' Records ]
- 2022: Firebeatz - "Don't Stop Moving" (Club Mix) [ Spinnin' Records ]
- 2022: Firebeatz & Jay Hardway - "No Good" [ Spinnin' Records ]
- 2022: Firebeatz - "Where's Your Head At" (Kill It With Fire Mix) [ Spinnin' Records ]
- 2022: Firebeatz & Chocolate Puma - "Listen Up" [ Musical Freedom ]
- 2022: Firebeatz & DAMANTE - "What Happens Here" [ Spinnin' Records ]
- 2022: Firebeatz - "Lose My Sh!t" [ STMPD RCRDS ]
- 2022: Firebeatz & DAMANTE - "What Happens Here" (Club Mix) [ Spinnin' Records ]
- 2023: Firebeatz - "Back In Control" [ STMPD RCRDS ]
- 2023: Firebeatz - "California" [ Rave Culture ]
- 2023: Firebeatz - "The Party" [ Rave Culture ]
- 2023: Firebeatz - "Superfreak" [ Spinnin' Records ]
- 2023: Firebeatz - "Shined On Me" [ Spinnin' Records ]
- 2023: Mike Williams & Firebeatz - "Womp" [ Spinnin' Records ]
- 2024: Firebeatz - "Move Like Dis" [ Ignite Recordings ]
- 2024: Firebeatz - "Jump Up" [ Ignite Recordings ]
- 2024: Firebeatz - "Shut This Place Down" [ Ignite Recordings ]
- 2024: Firebeatz - "King Of My City" [ Ignite Recordings ]
- 2024: Bingo Players X Firebeatz feat. Sonny Wilson – "Droppin' Hot" [Hysteria]
- 2024: Aster - "123 MUSIC" (feat. BBGIRLS & Firebeatz) [Ignite Recordings]
- 2024: Firebeatz feat. Giorgio Dala & SANE - "Hot Sauce" [SATID by Music Moods]
- 2024: Firebeatz & Noise Cans - "Selecta" [HEXAGON]

### Como METAFO4R (conDubVision)
- 2018: METAFO4R - Best Part Of Me [Spinnin' Records]
- 2019: METAFO4R - Rave Machine [Spinnin' Records]

### Remixes
2008:
- Nicky Romero – Globe
- Dan-E & Bryan Dalton feat. Mitch Crown – B With U

2009:
- Mell Tierra & Sebastian D ft. Stanford – Maximize
- Mell Tierra – Watcha Doing
- JoeySuki & Apster – Stick It
- DJ Jeroenski & Bjorn B – My Way
- Nicky Romero – Woods of Idaho
- R.O.N.N. & Thice Santoro – What?
- Bastian Creon – All Because of You (Firebeatz & Sound of Love Soundsystem Remix)

2010:
- DJ Jeroenski feat. Jerique – This Feeling (Firebeatz Vs. SOL Mix)
- Nicky Romero – It's Me Bitches
- Robin S. & Corey Gibbons – At My Best
- Milton Channels & Sebastián Reza – Zutra
- Benny Royal & Genetik – StereoTyped
- Marc Benjamin – Road Trip
- AnnaGrace – Celebration
- DJ Gregory & Gregor Salto feat. Dama Pancha & DJ Mankila – Vem Rebola
- Mell Tierra & Melvin Reese ft. Anna – Dancin
- Funkerman feat. Ida Corr – Unconditional Love

2011:
- Freestylers feat. Belle Humble – Cracks
- Jordan Rivera ft. Spoonface – Keep Holding On
- Wildboyz – Touching A Stranger
- Daniel Bovie & Roy Rox feat. Capitol A – The Jam
- Flo Rida – Turn Around (5, 4, 3, 2, 1)
- Clokx – Time Of My Life
- Syke’n’Sugarstarr & Jay Sebag – Like That Sound
- Kate Ryan – Broken

2012:
- James Blunt – Dangerous
- Ian Carey & Rosette ft. Timbaland & Brasco – Amnesia
- Hampenberg & Alexander Brown feat. Pitbull, Fatman Scoop & Nabiha – Raise the Roof
- Sharam Jey & Dirty Disco Youth – Up Rock!
- Alex Gaudino – All I Want
- Bingo Players feat. Heather Bright – Don't Blame the Party (Mode)
- Ginuwine feat. Timbaland & Missy Elliott – Get Involved
- Pink – Blow Me (One Last Kiss)
- Robbie Rivera feat. Wynter Gordon – In the Morning
- Alex Kenji & Ron Carroll – Good Time

2013:
- Congorock & Stereomassive feat. Sean Paul – Bless Di Nation
- Justin Timberlake feat. Jay-Z – Suit & Tie
- Wallpaper. – Good 4 It
- Rihanna – What Now
- Calvin Harris feat. Ayah Marar – Thinking About You

2014:
- Foster the People – Coming of Age
- Rune RK - Calabria  (Firebeatz Remix)

2015:
- Joe Stone feat. Montell Jordan - The Party (This Is How We Do It)  (Firebeatz Remix)

2016:
- Bolier - Ipanema (Firebeatz Remix)
- Dimitri Vegas & Like Mike - Stay A While (Firebeatz Remix)

2017:
- Axwell Λ Ingrosso - Thinking About You (Firebeatz Remix)

2019:
- Funkstar De Luxe - Sun Is Shining (Firebeatz Remix)
- Marshmello & Kane Brown - One Thing Right (Firebeatz Remix)

2024:
- Grooveyard – Mary Go Wild (Firebeatz Remix)

## Sin Lanzamiento Oficial
- 2015: HI-LO & Firebeatz - Jack Your Body/For Me (Working Title) [HELDEEP]

- 2015: W&W & Firebeatz - Popcorn [Musical Freedom]/[Mainstage Music] (Cancelada)

- 2016: Firebeatz & Bassjackers - ID (Sin Fecha De Lanzamiento Oficial)

- 2016: Firebeatz & Dash Berlin - Let It Go (Working Title)